# Beamish and Crawford
Beamish and Crawford fue una fábrica de cerveza situada en Cork, Irlanda. Fue fundada en 1792 por William Beamish y William Crawford donde ya había una cervecería porter. Beamish and Crawford operó hasta 2009 y tuvo varios propietarios, entre los que destacan Carling O'Keefe, Mayors IXL, Scottish & Newcastle y, más recientemente, Heineken International. Si bien la cervecería Beamish and Crawford cerró sus puertas en 2009, la cerveza stout de Beamish todavía se elabora en la ciudad, en una instalación cercana gestionada por Heineken.